# Willie Parker
Willie Everette Parker (* 11. November 1980 in Clinton, North Carolina) ist ein ehemaliger amerikanischer American-Football-Spieler. Parker spielte als Runningback in der National Football League (NFL) für die Pittsburgh Steelers von 2004 bis 2009 und wechselte danach zu den Washington Redskins.
Seine College-Zeit verbrachte er als Ersatzspieler an der University of North Carolina. Er wurde 2004 von keinem NFL-Team im NFL Draft ausgewählt, bekam aber dennoch einen Vertrag bei den Steelers.
Am 5. Februar 2006 gewann er mit den Pittsburgh Steelers den Super Bowl XL gegen die Seattle Seahawks. Diesen Erfolg konnte er mit den Pittsburgh Steelers 2009 wiederholen, als Pittsburgh gegen die Arizona Cardinals erneut den Super Bowl gewann. Er wurde in den Spielzeiten 2006 und 2007 jeweils in den Pro Bowl gewählt. 2008 und 2009 hatte er mehrfach mit Verletzungsproblemen zu kämpfen.
Nachdem er in der Saison 2009 als Ersatzmann für Rashard Mendenhall nur noch wenig Spielzeit bekommen hatte, unterschrieb er am 2. April 2010 einen einjährigen Vertrag bei den Washington Redskins. Dort schaffte er es allerdings nicht in den finalen Roster.
Nach seiner Spielerkarriere begann als Trainer zu arbeiten. So begann er 2015 als Trainer der Runningbacks an der Heritage High School in Wake Forest, North Carolina. Der ehemalige NFL-Spieler Dewayne Washington arbeitet dabei als Head Coach und Torry Holt unterstützt ihn als Assistenz-Head Coach und Trainer der Wide Receiver.